# Columnea incarnata
Columnea incarnata är en tvåhjärtbladig växtart som beskrevs av Conrad Vernon Morton. Columnea incarnata ingår i släktet Columnea och familjen Gesneriaceae. Inga underarter finns listade i Catalogue of Life.